# Ramonovo kouzlo
Ramonovo kouzlo je česká počítačová hra z roku 1995. Jde o adventuru určenou pro počítače PC. Jejím vývojářem byl Michal Janáček, o distribuci se starala společnost Vochozka Trading pro Česko, resp. Riki Computer Games pro Slovensko. Šlo o první český herní titul, ve které byla použita technika digitalizovaných fotografií.
Děj hry je situovaný do Nového Města nad Metují. Je rámovaným příběhem podlého čaroděje Ramona, který uvěznil hodné lesní skřítky. Úkolem hráče se skřítky osvobodit a s jejich pomocí následně čaroděje Ramona zlikvidovat.
Dobové přijetí hry lze považovat za rozpačité. Recenzent českého herního časopisu Excalibur ji na procentuální stupnici ohodnotil 62 body. Ocenil na ní grafickou podobu a přehlednost ovládacích prvků, vyčetl jí ovšem příliš jednoduchý příběh a nízkou možnost interagovat s NPC postavami.
Recenzent slovenského herního časopisu Riki hru na procentuální stupnici ohodnotil 55 body. Koncept hry označil za zastaralý, v konkurenci propracovanějších zahraničních produktů pak podle něj hra ničím nevyčnívala.